# Lysiloma latisiliqua
Lysiloma latisiliqua är en ärtväxtart. Lysiloma latisiliqua ingår i släktet Lysiloma och familjen ärtväxter.

## Underarter
Arten delas in i följande underarter:
- L. l. lataefoliolata
- L. l. latisiliqua